# Saint-Jean-de-Lier
Saint-Jean-de-Lier – miejscowość i gmina we Francji, w regionie Nowa Akwitania, w departamencie Landy.
Według danych na rok 1990 gminę zamieszkiwało 309 osób, a gęstość zaludnienia wynosiła 38 osób/km² (wśród 2290 gmin Akwitanii Saint-Jean-de-Lier plasuje się na 871. miejscu pod względem liczby ludności, natomiast pod względem powierzchni na miejscu 1196.).